# Støvsugeren i Virksomhed
Støvsugeren i Virksomhed er en fransk stumfilm fra 1906 af Segundo de Chomón.